# Banisteriopsis pulcherrima
Banisteriopsis pulcherrima là một loài thực vật có hoa trong họ Malpighiaceae. Loài này được (Sandwith) B.Gates mô tả khoa học đầu tiên năm 1979.